# Tina Zajc
Tina Zajc (née le 4 décembre 1983 à Ljubljana) est un mannequin slovène. Elle devient miss Slovénie en 2003 et représente son pays la même année au concours Miss Monde.
Tina Zajc réalise des études en géologie avant de rentrer dans le mannequinat. Elle est également actrice et présente la météo à la télévision slovène.